# Muse Records

Muse Records Label

Muse Records war ein US-amerikanisches Plattenlabel, das Jazz- und Bluesmusik veröffentlichte. Als Logo hat es eine Kithara.
Muse wurde in den frühen 1970ern von Joe Fields gegründet, der vorher in den 1960ern als Leiter bei Prestige Records gearbeitet und um 1970 das Label Cobblestone Records geleitet hatte. Muse besaß außerdem ein Schwesterlabel, Onyx Records, das bis 1978 bestand, als Fields und sein Mitarbeiter Don Schlitten sich trennten.
Ab 1972 bis zu seinem Verkauf an 32 Jazz 1996 (einem Label, das dem Produzenten Joel Dorn und dem Musiker und Rechtsanwalt Robert Miller gehörte) war Muse ein Label für Musiker des Hardbop wie Pepper Adams, Jaki Byard, Walter Bishop, Jr., Richard Davis, James Moody, Houston Person, Willis Jackson, Sonny Stitt, Woody Shaw und Cedar Walton, der nächsten Generation wie Jay Hoggard oder Wallace Roney sowie Musiker der Avantgarde wie Lester Bowie und Joe Chambers. Auch Künstler wie Tiny Grimes und Muddy Waters nahmen für Muse auf.
Fields verkaufte das Muse-Label 1995 und gründete HighNote Records und Savant Records; viele Muse-Künstler nahmen später ebenso für diese Labels auf. Der Muse-Katalog erschien danach als Wiederveröffentlichung auf CD bei dem 32 Jazz Label. Fields starb im Juli 2017.